# 마시 & 매클레넌 컴퍼니스
마시 & 매클레넌 컴퍼니스(Marsh & Mclennan companies)는 미국의 위험관리, 보험 중개 기업이다. 헨리 W. 마시와 도날드 R. 맥레넌이 시카고에서 1905년에 창업했다.
미국 뉴욕에 본사를 두고 있다. 세계 무역 센터 북쪽 타워 93~100층에 입주했는데, 2001년 9월 11일 9.11 테러 당시 아메리칸 항공 11편이 제 1 세계무역센터의 93~99층에 충돌함으로써 당시 직원 295명과 보조 관리인 63명 등 358명이 한 명도 빠져 나오지 못하고 모두 사망하고, 막대한 재산 피해를 봤다.

## 같이 보기
- 에이온